# Cour suprême de Corée
La Cour suprême de Corée (hangeul : 대법원 ; hanja : 大法院 ; RR : Daebeobwon) est le plus haut tribunal ordinaire de la branche judiciaire de la Corée du Sud, siégeant à Seocho, Séoul. Créée en vertu du chapitre 5 de la Constitution de la Corée du Sud, la Cour a compétence ultime et globale sur toutes les affaires, à l'exception des affaires relevant de la compétence de la Cour constitutionnelle de Corée, responsable notamment du contrôle de constitutionnalité. Il se compose de quatorze juges, dont le juge en chef de la Cour suprême de Corée. 
La Cour suprême est au sommet de la hiérarchie de tous les tribunaux ordinaires de Corée du Sud et représentait traditionnellement le système judiciaire conventionnel de Corée du Sud. La Cour suprême a un statut équivalent à celui de l'un des deux plus hauts tribunaux de Corée du Sud. L'autre est la Cour constitutionnelle de Corée.

## Histoire et statut

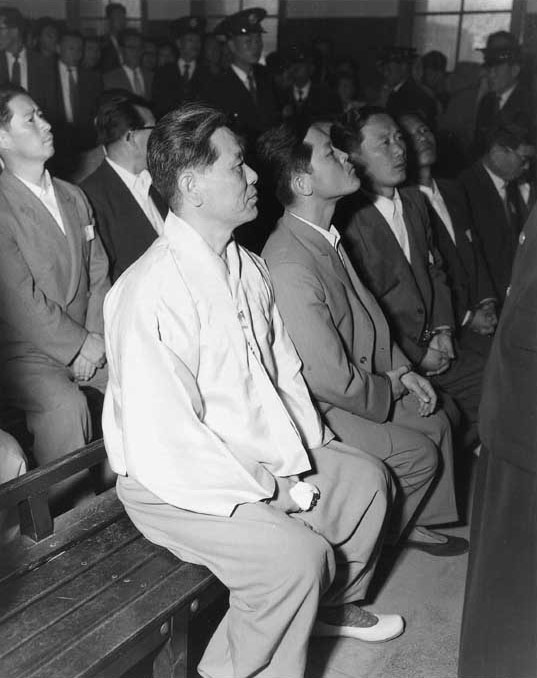
Cho Bong-am est victime d'un meurtre judiciaire notoire dans l'histoire juridique sud-coréenne.

La première Constitution de la Corée du Sud a établi la « Cour suprême » et le « Comité constitutionnel » (coréen : 헌법위원회) au chapitre 5. La Cour suprême a été instituée en tant que juridiction ordinaire suprême sans pouvoir de contrôle juridictionnel, tandis que le comité a été institué en tant que cour constitutionnelle dotée d' un pouvoir de contrôle juridictionnel. Cette répartition du pouvoir judiciaire au sein du système judiciaire n'a pas changé sous le règne du premier président sud-coréen Syngman Rhee pendant la Première République. Plus tard, les quatrième et cinquième Constitutions de Corée dans la Deuxième République de Corée au cours de l'année 1960 ont maintenu la Cour suprême en tant que plus haute juridiction ordinaire sans pouvoir de contrôle judiciaire. Bien que la Cour suprême n'ait aucun pouvoir de contrôle judiciaire, elle a pu prospérer l'indépendance judiciaire sous le légendaire premier juge en chef de la Cour suprême nommé « Kim Byung-ro » (coréen : 김병로) de 1948 à 1957. Réputé pour sa participation ardente au mouvement d'indépendance coréen de la colonisation du Japon, le juge en chef Kim Byung-ro est également célèbre pour avoir défendu l'indépendance des pouvoirs judiciaires de la dictature de Syngman Rhee.
Cependant, après le départ à la retraite de Kim Byung-ro en 1957, la Cour suprême s'est adaptée sous les dictatures autoritaires de Syngman Rhee et Park Chung-hee. En condamnant à mort le candidat politique de Syngman Rhee, Cho Bong-am, en 1959, ainsi qu'en condamnant à mort les accusés de l'incident du Parti révolutionnaire du peuple en 1975 sous l'ère de Park Chung-hee, la Cour suprême a acquis une réputation notoire de « meurtre judiciaire » (coréen : 사법살인) comme condamnant docilement à la peine capitale pour des scandales d'espionnage fabriqués par des dictateurs.
Bien qu'il fût un temps en 1971 où la Cour suprême s'est révoltée institutionnellement contre le régime du président Park Chung-hee en exerçant le pouvoir de contrôle judiciaire redistribué par la septième Constitution de la Troisième République qui a abrogé la Cour constitutionnelle de la Deuxième République. Pourtant, cette révolte a été réprimée sans effusion de sang, lorsque le président Park Chung-hee a refusé la reconduction des juges de la Cour suprême qui était traditionnellement attendue à l'époque. À partir de ce moment, alors que la Constitution de Yushin en 1972 revitalise le Comité constitutionnel avec un pouvoir de contrôle judiciaire qui ne peut être initié que sur demande de la Cour suprême, la Cour suprême n'a même jamais essayé de demander un contrôle judiciaire au comité jusqu'à ce que la Corée du Sud se démocratise par Lutte de juin en 1987. Cela a conduit les politiciens sud-coréens après la démocratisation à construire une Cour constitutionnelle de Corée avec un pouvoir de contrôle judiciaire entièrement indépendant qui ne nécessite pas la demande de la Cour suprême.
Néanmoins, d'un long âge sombre, la Cour suprême de Corée après la démocratisation est célèbre pour son système judiciaire quotidien plus efficace que la plupart des autres pays développés. Par exemple, le système judiciaire ordinaire sud-coréen s'est classé au premier rang pour la rapidité de la durée des procès et la rentabilité lors d'une étude comparative de l'OCDE en 2015.

## Composition

### Juges
Étant donné que la Constitution actuelle de la Corée du Sud ne précise pas le nombre exact de juges de la Cour suprême (coréen : 대법관), le nombre de juges est disposé par la loi appelée loi sur l'organisation des tribunaux (coréen : 법원조직법) sur l'organisation des juridictions ordinaires. En 2022, le nombre de juges est de 14 selon l'article 4(2) de la loi. Tous les juges de la Cour suprême sont nommés par le président de la Corée du Sud avec le consentement de l'Assemblée nationale, conformément à l'article 104(2) de la Constitution. Il convient de noter que l'article 104(2) de la Constitution habilite également le juge en chef de la Cour suprême à recommander des candidats à la Cour suprême. Pour être nommé juge à la Cour suprême, il faut être âgé d'au moins 45 ans, avoir la qualification d'avocat et avoir plus de 20 ans d'expérience dans la pratique du droit ou dans le milieu universitaire, conformément à l'article 42(1) de la loi.

#### Conseil des juges de la Cour suprême
L'article 104 (2) de la Constitution exige le consentement du « Conseil des juges de la Cour suprême » (coréen : 대법관회의) pour la nomination des juges des tribunaux ordinaires inférieurs (coréen : 판사) par le juge en chef de la Cour suprême. Le conseil est composé de tous les juges de la Cour suprême (y compris le juge en chef) et peut prendre des décisions à la majorité simple parmi le quorum des deux tiers de tous les juges de la Cour suprême, conformément à l'article 16(1), (2) et (3) de la loi sur l'organisation judiciaire. En cas d'égalité des voix, le juge en chef a voix prépondérante en tant que président permanent du conseil. Également habilité par l'article 17 de la loi, le conseil a également d'autres fonctions de supervision du pouvoir d'administration des tribunaux du juge en chef, telles que la promulgation des règles de procédure intérieure, la sélection des précédents judiciaires pour publication et la planification fiscale pour tous les tribunaux ordinaires, y compris la Cour suprême elle-même.

### Juge en chef de la Cour suprême
En vertu de l'article 104(1) de la Constitution, le juge en chef de la Cour suprême est nommé par le président de la Corée du Sud avec le consentement de l'Assemblée nationale. Les conditions d'expérience et d'âge pour le juge en chef sont les mêmes que celles des juges associés de la Cour suprême en vertu de l'article 42(1) de la loi sur l'organisation des tribunaux.
Le rôle du juge en chef est plus que d'être le membre président du Grand Banc (coréen : 전원합의체), composé de plus des deux tiers des quatorze juges. Le chef nomme des candidats pour trois des neuf juges de la Cour constitutionnelle en vertu de l'article 111 (3) de la Constitution et préside le Conseil des juges de la Cour suprême. En outre, le chef nomme l'un des juges associés de la Cour suprême au poste de ministre de l'administration des tribunaux nationaux (coréen : 법원행정처) et nomme tous les juges ordinaires des juridictions inférieures avec l'assentiment du Conseil des juges de la Cour suprême.

### Mandat
L'article 105(1), (2) et (4) de la Constitution et l'article 45(4) de la loi sur l'organisation des tribunaux prévoient que le mandat des juges associés est renouvelable pour six ans jusqu'à l'âge obligatoire de la retraite de 70 ans. Cependant, aucun juge n'a tenté de renouveler son mandat par reconduction dans l'actuelle Sixième République, car la tentative de renouvellement peut nuire à l'indépendance judiciaire de la Cour. En cours de mandat, conformément à l'article 106, paragraphe 2, de la Constitution, les juges ne peuvent être démis de leurs fonctions que par mise en accusation ou par une peine d'emprisonnement. En outre, la participation à un parti ou à des activités politiques est interdite par l'article 43(1), 49 de la loi.
Un point remarquable des juges de la Cour suprême sud-coréenne est qu'ils peuvent être retirés de leurs fonctions contre leur gré pendant leur mandat, lorsqu'ils sont considérés comme ayant une déficience mentale ou physique insupportable. Cet « ordre » de retraite par le président de la Corée du Sud en raison de la déficience du juge de la Cour suprême (coréen : 심신장해로 인한 퇴직명령) est clairement disposé à l'article 106, paragraphe 2, de la Constitution et à l'article 47 de la loi. D'autres juges des tribunaux ordinaires inférieurs peuvent également être condamnés à la retraite en raison d'une déficience par le juge en chef de la Cour suprême. Ce système d'ordonnance de retraite est l'une des principales différences entre la justice de la Cour suprême et la justice de la Cour constitutionnelle ; ce dernier ne peut pas être condamné à la retraite pour cause de déficience, car il n'y a pas de loi soutenant un tel système d'ordonnance de retraite dans la loi sur la Cour constitutionnelle.

### Juges actuels
| Nom                           | Naissance                      | Nommé par     | Recommandé par | Éducation                     | Premier jour / durée de fonction           |
| ----------------------------- | ------------------------------ | ------------- | -------------- | ----------------------------- | ------------------------------------------ |
| Kim Myeong-soo (juge en chef) | 12 octobre 1959 à Busan        | Moon Jae-in   | Directement    | Université nationale de Séoul | 25 septembre 2017 / 5 ans, 3 mois          |
| Kim Jae-hyung                 | 23 janvier 1965 à Imsil        | Park Geun-hye | Yang Sung-tae  | Université nationale de Séoul | 5 septembre 2016 / 6 ans, 3 mois           |
| Cho Jae-youn                  | 1er juin 1956 à Donghae        | Moon Jae-in   | Yang Sung-tae  | Université Sungkyunkwan       | 19 juillet 2017 / 5 ans, 5 mois            |
| Park Jung-hwa                 | 3 octobre 1965 à Haenam        | Moon Jae-in   | Yang Sung-tae  | Université de Corée           | 19 juillet 2017 / 5 ans, 5 mois            |
| Ahn Chul-sang                 | 5 mars 1957 à Hapcheon         | Moon Jae-in   | Kim Myeong-soo | Université Konkuk             | 2 janvier 2018 / 4 ans, 11 mois            |
| Min You-sook                  | 31 janvier 1965 à Séoul        | Moon Jae-in   | Kim Myeong-soo | Université nationale de Séoul | 2 janvier 2018 / 4 ans, 11 mois            |
| Kim Seon-soo                  | 23 avril 1961 à Jinan          | Moon Jae-in   | Kim Myeong-soo | Université nationale de Séoul | 2 août 2018 / 4 ans, 4 mois                |
| Lee Dong-won                  | 7 février 1963 à Séoul         | Moon Jae-in   | Kim Myeong-soo | Université de Corée           | 2 août 2018 / 4 ans, 4 mois                |
| Noh Jeong-hee                 | 7 octobre 1963 à Gwangju       | Moon Jae-in   | Kim Myeong-soo | Université pour femmes Ewha   | 2 août 2018 / 4 ans, 4 mois                |
| Kim Sang-hwan                 | 27 janvier 1966 à Daejeon      | Moon Jae-in   | Kim Myeong-soo | Université nationale de Séoul | 28 décembre 2018 / 4 ans                   |
| Rho Tae-ak                    | 20 novembre 1962 à Changnyeong | Moon Jae-in   | Kim Myeong-soo | Université de Hanyang         | 4 mars 2020 / 2 ans, 9 mois                |
| Lee Heung-gu                  | 30 mai 1963 à Tongyeong        | Moon Jae-in   | Kim Myeong-soo | Université nationale de Séoul | 8 septembre 2020 / 2 ans, 3 mois           |
| Cheon Dae-yeop                | 6 février 1964 à Busan         | Moon Jae-in   | Kim Myeong-soo | Université nationale de Séoul | 8 mai 2021 / 1 an, 3 mois                  |
| Oh Kyeong-mi                  | 16 décembre 1968 à Busan       | Moon Jae-in   | Kim Myeong-soo | Université nationale de Séoul | 17 septembre 2021 / 1 an, 3 mois (en 2022) |

## Organisme

### Juges de recherche
Les juges de la division de la recherche de la Cour suprême (coréen : 재판연구관, anciennement connus sous le nom de « juges de recherche » ou « chercheurs judiciaires ») sont des fonctionnaires qui soutiennent les juges de la Cour suprême. Aux termes de l'article 24(3) de la loi, il existe deux types de juges de recherche ; L'un est à l'origine des juges des tribunaux ordinaires inférieurs détachés auprès de la Cour suprême sur ordre du juge en chef, l'autre est composé d'experts qui ne sont pas des juges des tribunaux ordinaires inférieurs. Ces derniers sont appelés « chercheurs judiciaires » et nommés pour un mandat maximum de 3 ans, tandis que les premiers sont appelés « juges de recherche » et généralement détachés pour travailler à la Cour suprême pendant 1 à 2 ans. Ce système est influencé par les Research Associates allemands (allemand : Wissenschaftlichen Mitarbeiter) qui sont à l'origine des juges de juridictions inférieures détachés auprès des juridictions fédérales jusqu'à cinq ans, travaillant en tant qu'assistants judiciaires pour les juges des juridictions supérieures. Bien que le temps de travail de ces chercheurs soit court, ce sont des membres du personnel de base qui gèrent toute la procédure de la Cour, car il y a trop d'affaires portées en appel devant la Cour. Le nombre de juges de recherche est actuellement d'environ 100, tandis que le nombre de chercheurs judiciaires est d'environ 30.

### Administration judiciaire nationale
Créée en tant qu'appareil de la Cour suprême en vertu de l'article 67 de la loi sur l'organisation des tribunaux, l'« Administration nationale des tribunaux » (ANT, coréen : 법원행정처) gère toutes les questions d'administration de tous les tribunaux ordinaires (y compris la Cour suprême elle-même) en Corée du Sud. Le chef de l'Administration nationale des tribunaux est appelé le « ministre de l'ANT » (coréen : 법원행정처장) et nommé uniquement par le juge en chef parmi les juges associés de la Cour suprême. Comme les autres juges de la Cour suprême, le ministre est traité au même niveau que les autres ministres du Conseil d'État de la branche exécutive du gouvernement sud-coréen. De plus, le vice-ministre de l'ANT est nommé par le juge en chef, généralement parmi les juges supérieurs des tribunaux inférieurs et traité au même niveau que les autres vice-ministres. 
L'ANT suit les directives du juge en chef et met en œuvre les décisions du Conseil des juges de la Cour suprême. Son rôle principal comprend l'assistance au pouvoir du juge en chef sur les questions de ressources humaines des juges des tribunaux ordinaires inférieurs, la planification des questions de budget et de dépenses budgétaires pour tous les tribunaux ordinaires et l'inspection interne de l'éthique anti-corruption.

### Institut de recherche et de formation judiciaire (JRTI)
L'Institut de recherche et de formation judiciaire (JRTI, coréen : 사법연수원) est actuellement une institution de formation et de rééducation des juges des tribunaux ordinaires inférieurs par l'article 72 de la loi sur l'organisation des tribunaux. Cependant, il s'agissait à l'origine d'une sorte d'école de droit de 2 ans à l'échelle nationale soutenue par le gouvernement sud-coréen avant que la Corée du Sud n'adopte le système de faculté de droit de 3 ans de style américain en 2008. Avant que la Corée du Sud n'adopte le système de faculté de droit américain (coréen : 법학전문대학원), la Corée du Sud a formé ses professionnels du droit principalement par JRTI. Une autre voie était le recrutement par les forces armées sud-coréennes en tant que « juges avocats » (coréen : 군법무관).
Le JRTI était essentiellement une conversion sud-coréenne d'Institut de recherche et de formation juridiques (japonais : 司法研修所) au Japon, qui était à la fois une institution de formation des juges, des procureurs et des avocats. Les stagiaires de JRTI ont été sélectionnés par un examen national sur la jurisprudence appelé « examen judiciaire » (coréen : 사법시험). Ces stagiaires ont été généralement formés et se sont affrontés dans le JRTI pendant 2 ans, car leur choix de carrière après l'obtention de leur diplôme était limité en fonction des dossiers de fin d'études de JRTI. Les stagiaires diplômés avec des dossiers supérieurs choisissent généralement de devenir juges et procureurs, tandis que les stagiaires avec des dossiers inférieurs devaient choisir de travailler comme avocats dans des domaines. Cette tradition de droit civil partiellement perpétuée consistant à considérer les procureurs comme faisant de facto partie de la magistrature, à l'instar de l'École nationale de la magistrature française, se reflète dans l'organisation de la JRTI, puisque le directeur adjoint (ou vice-président) de la JRTI est nommé parmi les procureurs par article. 74(1) de la Loi. Pourtant, après l'adoption en Corée du Sud d'un système de faculté de droit de 3 ans de style américain, la JRTI a perdu son statut de seule école professionnelle de droit en Corée du Sud et s'est transformée en institut de formation interne pour les juges et les greffiers nouvellement nommés. Certains des juges seniors sont également recyclés au JRTI pour des questions techniques. De plus, actuellement, toutes les fonctions de formation des procureurs sont transférées à « l'Institut de la justice » (coréen : 법무연수원) au ministère de la Justice.

### Institut de recherche sur la politique judiciaire
Créé par l'article 76-2 de la loi sur l'organisation des tribunaux en 2014, l'Institut de recherche et de formation judiciaire (JPRI, coréen : 사법정책연구원) est un appareil de la Cour suprême pour la recherche sur les questions politiques concernant le système judiciaire de la Corée du Sud. Il a également pour fonction d'éduquer le public sur les questions élémentaires sur la fonction des tribunaux ordinaires. Les chargés de recherche et les chercheurs de l'Institut sont recrutés principalement parmi les juges des tribunaux ordinaires inférieurs, mais un nombre important de chercheurs sont recrutés en dehors des tribunaux ordinaires, généralement titulaires d'un doctorat, conformément à l'article 76-4 de la loi. Le JPRI est actuellement situé à Goyang, Gyeonggi.

## Immeuble

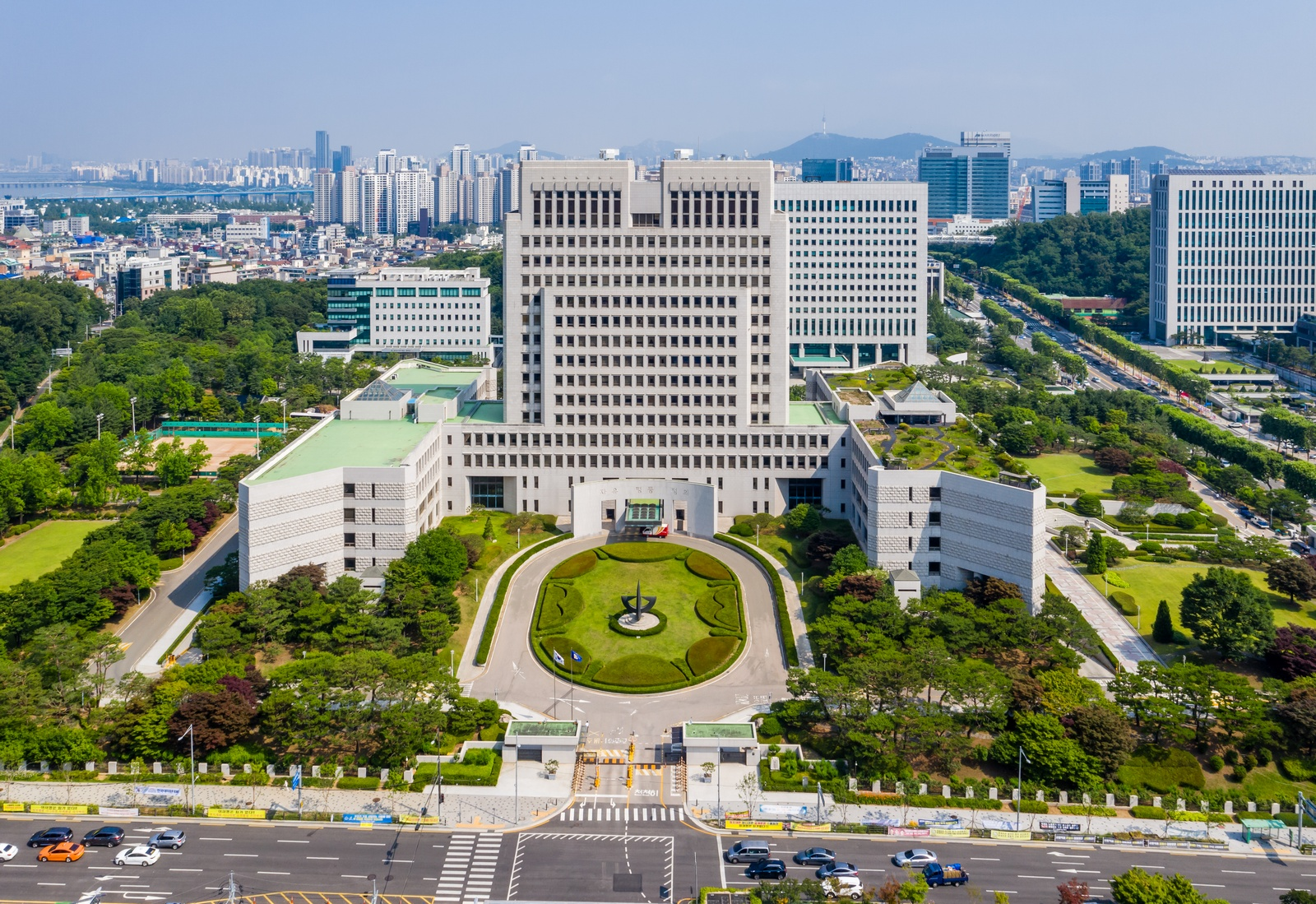
Siège de la Cour suprême de Corée, Seocho.

Actuellement, il est situé à Seocho, à Séoul. Le bâtiment de la Cour suprême à Seocho compte 16 étages et deux sous-sols avec un espace total d'environ 66 500 mètres carrés. Ce bâtiment de grande taille était nécessaire pour abriter la Cour suprême, l'administration judiciaire nationale et la bibliothèque de droit. Le centre principal du bâtiment est principalement utilisé par la Cour suprême, tandis que l'aile est est principalement utilisée par l'administration judiciaire nationale. L'autre aile est utilisée par la bibliothèque de droit. À l'entrée centrale du bâtiment, trois mots coréens sont gravés ; coréen : 자유 signifiant « Liberté », coréen : 평등  signifiant « Égalité », et coréen : 정의 signifiant « Justice ». La Cour suprême ne tient généralement pas d'audience publique, bien que les audiences pour les verdicts aient régulièrement lieu le deuxième et le dernier jeudi du mois.

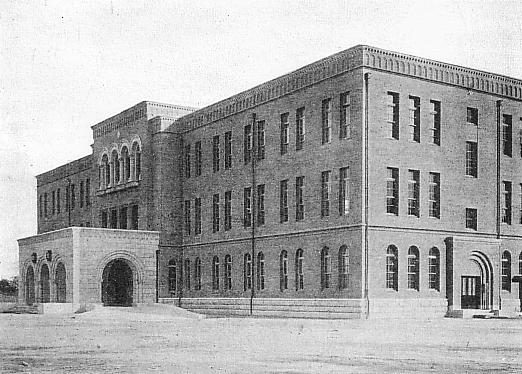
L'ancien siège de la Cour suprême est situé à Jung-gu, Séoul jusqu'aux années 1990. Actuellement, le bâtiment est utilisé par le musée d'art de Séoul.

La Cour suprême était située à Seosomun-dong de Jung-gu, Séoul jusqu'en 1995. 

## Juridiction
Autorisée par l'article 101(2) et 110(2) de la Constitution, la Cour suprême a une compétence d'appel finale complète sur toutes les affaires des tribunaux ordinaires et des tribunaux militaires. Il peut également exercer un pouvoir de contrôle juridictionnel au niveau infra-statutaire comme les autres tribunaux ordinaires conformément à l'article 107(2) de la Constitution. Il est à noter que certaines affaires ne sont traitées que par la Cour suprême dans le cadre d'un procès à un niveau sans possibilité d'appel. Ce type de procès à un seul niveau comprend un différend sur l'élection du président de la Corée du Sud, des membres de l'Assemblée nationale, des gouverneurs locaux de niveau provincial et des membres du parlement local conformément aux articles 222 et 223 de la loi sur les élections officielles. Un autre exemple d'affaire à un seul niveau devant la Cour suprême est l'affaire relative à la discipline de l'inconduite d'un juge, en vertu de l'article 27(2) de la loi sur la discipline des juges.

## Procédure
Aux termes de l'article 7, paragraphe 1, de la loi sur l'organisation des tribunaux, la Cour suprême traite les affaires d'appel en dernier ressort en deux phases différentes. L'un est Petty Bench qui est un petit panel à l'intérieur de la Cour présidé par le juge le plus haut placé à l'intérieur du petit banc, et l'autre est Grand Bench qui est un « banc » de la Cour qui est toujours présidé par le juge en chef.

### Petty BenchetGrand Bench
Dans la première phase, le Petty Bench (coréen : 소부) composé de quatre juges de la Cour suprême examine la manière dont l'appel doit être traité. Si les quatre juges du même Petty Bench prennent une décision à l'unanimité, l'affaire est tranchée par le Petty Bench. Cependant, lorsque le Petty Bench ne peut pas prendre de décision unanime par lui-même, ou lorsque le Petty Bench décide qu'une telle affaire doit être traitée en banc (par exemple, s'il est nécessaire de changer le précédent de la Cour suprême, ou si un contrôle constitutionnel au sous-niveau statutaire est une question importante de l'affaire, etc.), le Grand Banc prend l'affaire. Comme il y a trois petits bancs à la Cour, seuls douze des quatorze juges de la Cour suprême participent à la première phase de la procédure. Les deux autres juges de la Cour suprême qui n'appartiennent à aucun petit banc sont le juge en chef et le ministre de l'administration des tribunaux nationaux, tous deux ayant un rôle administratif au sein de la Cour. Dans la deuxième phase, le 'Grand Bench (coréen : 전원합의체) composé de plus des deux tiers de tous les juges de la Cour suprême, l'affaire a été soulevée par le Petty Bench. Il prend ses décisions à la majorité simple. Toutefois, s'il n'y a pas d'opinion majoritaire au siège, l'avis de la Cour est décidé conformément à l'article 66 de la loi.

### Présidence de justice et Justice en charge
En Corée du Sud, parmi le panel de juges ou de juges, il devrait y avoir un « membre président » (coréen : 재판장) et « membre responsable » (coréen : 주심). Le président est le représentant officiel du jury. Le membre responsable est celui qui supervise l'audience et le procès et rédige un projet de jugement pour chaque cas spécifique. Ce rôle de « membre responsable » est essentiellement similaire à celui de juge rapporteur à la Cour de justice des Communautés européennes. Habituellement, le membre responsable est automatiquement (ou aléatoirement) sélectionné par ordinateur pour écarter les soupçons de partialité. Cependant, le membre président est choisi bureaucratiquement par ancienneté. En raison de cette différence virtuelle de rôle, le « juge président » des tribunaux sud-coréens fait généralement référence au coréen : 부장판사 ce qui signifie que ce juge est bureaucratiquement considéré comme « chef du panel », et non celui qui assume réellement le rôle de membre présidant dans chacun des cas spécifiques.

### Dénomination des cas
Les affaires en cours devant la Cour suprême sont nommées selon la règle suivante. Les deux ou quatre premiers chiffres arabes indiquent l'année où l'affaire est déposée. Et le code de cas suivant composé d'alphabets correspond à une juridiction spécifique (par exemple, « Da » est pour les affaires de droit privé, tandis que « Du » est pour les affaires de droit pénal) de la Cour. Le dernier numéro d'ordre est donné dans l'ordre de dépôt des dossiers de chaque année.

## Statistiques
La Cour suprême reçoit environ 35 000 à 48 000 appels par an de 2011 à 2020. Pourtant, la Cour suprême sud-coréenne n'a pas le pouvoir légal de sélectionner une affaire révisable à sa discrétion, elle ne peut donc pas donner l'« autorisation de faire appel » coréen : 상고허가). Au contraire, toutes les affaires portées en appel devant la Cour suprême devraient être tranchées au moins au niveau du petit banc composé de quatre juges de la Cour suprême. Cette structure institutionnelle unique augmente considérablement la charge de travail de la Cour suprême. Par exemple, alors que la Cour suprême rend des décisions sur environ 35 000 à 50 000 affaires par an, seulement 10 à 20 affaires sont tranchées par le Grand Banc par an. Même l'ancien juge de la Cour suprême Park Sihwan a avoué dans son propre article après sa retraite que la plupart des affaires devant le petit banc sont délibérées pendant seulement « 3 à 4 minutes », ce qui rend le rôle des juges de recherche à la Cour très important.
La question est de savoir si la manière de réformer ce système est toujours restée en Corée du Sud en tant que controverse parmi un nombre croissant de juges, conférant à la Cour le pouvoir discrétionnaire de l'autorisation de faire appel ou la création d'une autre cour d'appel (coréen : 상고법원) qui ne traite que des cas d'appel final importants de second ordre abandonnés par la Cour suprême. C'est l'une des raisons pour lesquelles l'ancien juge en chef Yang Sung-tae a tenté d'intervenir dans les jugements des tribunaux inférieurs pour obtenir l'approbation sur le fondement de la « cour d'appel » de l'ancien président de la Corée du Sud, Park Geun-hye, alors qu'Yang s'opposait à l'augmentation du nombre de Les juges de la Cour suprême car cela peut nuire aux privilèges des juges.

## Critiques et problèmes
- La renommée et la confiance de la Cour suprême se détériorent à nouveau progressivement dans la Corée du Sud contemporaine, en raison des préoccupations sociales concernant l'attitude injustement indulgente envers des établissements comme Chaebol[29] et d'une lutte politique embarrassante au sein de la hiérarchie des tribunaux ordinaires, comme le scandale du truquage des affaires du 15ème juge en chef, Yang Sung-tae[30].

- La Constitution et la loi sur l'organisation des tribunaux n'ont pas de plan d'urgence en cas de vacance massive de la Cour suprême. Ainsi, lorsque l'Assemblée nationale refuse de donner son accord sur la nomination des juges de la Cour suprême par l'article 104(1) et (2) de la Constitution, il n'y a pas d'autre option et la Cour suprême est paralysée par la vacance des juges[31]. Bien que ce problème se pose également à la Cour constitutionnelle de Corée, le problème de la Cour suprême est plus léger que celui de la Cour constitutionnelle, car la Cour suprême n'exige qu'une majorité simple pour toute décision en vertu de l'article 66(1) de la loi. Pourtant, la Cour constitutionnelle devrait avoir plus d'au moins six juges pour prendre une décision de maintien en vertu de l'article 113 (1) de la Constitution.